# Bevan George
Bevan George, född den 22 mars 1977 i Narrogin, Australien, är en australisk landhockeyspelare.
Han tog OS-guld i herrarnas landhockeyturnering i samband med de olympiska landhockeytävlingarna 2004 i Aten.
Han tog därefter OS-brons i samma gren i samband med de olympiska landhockeytävlingarna 2008 i Peking.